# 사형수 탈출하다
《사형수 탈출하다》(프랑스어: Un condamné à mort s'est échappé ou Le vent souffle où il veut, 영어: A Man Escaped or: The Wind Bloweth Where It Listeth)는 1956년 개봉한 프랑스의 영화이다. 로베르 브레송이 감독과 각본을 맡았으며, 프랑스 레지스탕스로 활동한 앙드레 드비니의 회고록이 영화의 원작이다. 1957 칸 영화제 감독상 수상작이다.

## 개요
브레송 감독은 중위의 행위만을 묘사한다. 그가 보는 것만이 보이고, 그의 귀에 들리는 음만이 관객의 귀에도 들리는 것이다. 감방의 문, 방바닥, 침대가 보이며 감방 자물쇠의 소리와 간수의 구두소리는 곧 고통과 연결되는 소리이며, 형무소 담 밖의 전차의 소리라든가 기적소리는 잔뜩 애타게 그리고 있는 자유의 약속같은 소리이다. 또 중위가 받는 고문이라든가 사형선고의 장면 또는 그에게 살해되는 독일군의 고민 상태도 묘사하려 않는다. 이 영화의 제목 "사형수 탈출하다"가 보여주는 행위에 대해서만 브레송은 카메라를 돌린다. 더욱이 서스펜스는 극도의 강력성을 나타낸다. 달리 유례를 찾아볼 수 없는 영화제작 방식이다.

## 줄거리
1943년 프랑스군의 폰테인 중위(루테리에)는 독일군에게 붙잡혀 어떤 형무소에 수감이 되었으나 탈옥을 결심한다.
그것을 경계하기 위해서인지 중위는 가장 위층 독방에 감금된다. 독방에 붙은 널빤지를 떼내면 나갈 수가 있음을 알게 된 그는 식사용 숟갈을 갈아서 나이프의 대용으로 하여 인내심도 강하게 세밀히 공작함으로써 널빤지를 떼낼 수 있게 된다. 탈출용 밧줄은 침구라든가 타올로 만든다. 그러나 사형선고를 받았으므로 어물어물하고만 있을 순 없게 된다. 그때 16살된 소년병이 같은 감방 속으로 들어온다. 그를 꼬여서 자기 편으로 만들고 어느날 으슥한 밤에 함께 탈출하여 지붕 위로 올라간다. 야경원도 죽이고 가운데 뜰로 내려와서는 다시금 딴 동(棟)으로 올라가 외벽으로 건너간다. 이렇게 하는 데에 걸리는 시간은 무려 4시간이나 되며, 새벽녘에 이르러 중위는 소년병과 탈옥한다.

## 출연

### 주연
- 프랑수아 르테리에
- 롤랜드 모노드
- 자크 에르타우

## 기타
- 미술: 피에르 샤보니에